# Scotiabank Arena
Scotiabank Arena (tidligere Air Canada Centre) er en sportsarena i Toronto i Ontario, Canada, der er hjemmebane for både NHL-klubben Toronto Maple Leafs og NBA-holdet Toronto Raptors. Arenaen har plads til ca. 19.000 tilskuere, og blev indviet den 19. februar 1999. 
Scotiabank Arena er desuden ofte arrangør af koncerter, og Oasis, Elton John, Rolling Stones, U2 og Metallica er blandt de navne der har optrådt i arenaen.